# Hồ Thầu, Tam Đường
Hồ Thầu là một xã thuộc huyện Tam Đường, tỉnh Lai Châu, Việt Nam.

## Địa lý
Địa giới hành chính xã Hồ Thầu:
- Phía đông giáp xã Bình Lư
- Phía tây giáp các xã Giang Ma và Bản Hon
- Phía nam giáp thị trấn Tam Đường và xã Bản Hon
- Phía bắc giáp xã Giang Ma và tỉnh Lào Cai.

Xã Hồ Thầu có diện tích 43,29 km², dân số năm 2008 là 2.638 người, mật độ dân số đạt 61 người/km².

## Lịch sử
Ngày 8 tháng 4 năm 2008, Chính phủ ban hành Nghị định số 41/2008/NĐ-CP. Theo đó, thành lập xã Giang Ma trên cơ sở điều chỉnh 3.671,60 ha diện tích tự nhiên và 2.877 người của xã Hồ Thầu.
Sau khi điều chỉnh địa giới hành chính, xã Hồ Thầu còn lại 4.329,4 ha diện tích tự nhiên và 2.638 người.